# Ютта Датская
Ютта Датская (дат. Jutta af Danmark; 1246 ― 1286/95) ― дочь короля Дании Эрика IV и его жены королевы Ютты Саксонской. Младшая сестра королевы Швеции Софии Датской и королевы Норвегии Ингеборги Датской, старшая сестра Агнессы Датской. В течение короткого периода времени была любовницей своего зятя короля Швеции Вальдемара I Биргерссона.

## Биография
В 1250 году, когда Ютте было около четырех лет, её отец, король Эрик IV, был убит. Её мать вступила в брак с бургграфом Магдебурга Бурхардом VIII. Две её старшие сёстры, София и Ингеборг, вскоре вышли замуж, а Ютта и младшая сестра Агнесса были помещены в монастырь святой Агнессы в Роскилле. Сёстры не находили удовольствия в суровой монашеской жизни, изолированной от мира.
В 1269 году её сестра королева София посетила могилу их отца в Дании во время визита к Агнессе и Ютте в Роскилле. В 1272 году Ютта отправилась в Швецию, где стала любовницей своего зятя Вальдемара. В 1273 году у них родился мальчик, которого назвали Эриком, хотя некоторые историки оспаривают этот факт. В следующем году Ютта была вынуждена возвратиться в монастырь, а Вальдемар отправился в паломничество в Рим, чтобы попросить папу о прощении своего греха. Согласно легенде, королева София на это сказала так: «я никогда не оправлюсь от этой печали. Будь проклят тот день, когда моя сестра увидела шведское королевство». София и Вальдемар позже расстались.
Ютта оставалась в монастыре до конца своей жизни. Эрик V (двоюродный брат Ютты) отказал Ютте и Агнессе в законном наследстве их отца; этот конфликт, однако, был решён в 1284 году, когда сестры получили свое наследство. Ютта умерла между 1286 и 1295 годами. Примерно в то же время Агнесса предположительно вышла замуж за своего кузена Эрика Лонгбоуна, лорда Лангеланна. София умерла в 1286 году.